# Пузыревский, Артём
Артём Пузыревский (латыш. Artjoms Puzirevskis; род. 11 января 2003, Рига) — латвийский футболист, нападающий клуба «Метта». Выступает на правах аренды в клубе «Тиквеш».

## Карьера

### «Метта»

#### Начало карьеры
Воспитанник футбольной школы «Шитика». В возрасте 13 лет футболист перебрался в академию рижского клуба МЕТТА/ЛУ. Вместе с клубом на юношеском уровне футболист неоднократно становился призёром различных турниров, а также вместе с молодёжной командой в возрастной категории до 21 года становился чемпионом молодёжного первенства. За основную команду клуба футболист дебютировал 30 июня 2020 года в матче против клуба «Лиепая», выйдя на поле в стартовом составе. По итогу своего дебютного сезона футболист вместе с клубом занял предпоследнее место в чемпионате, чередуя матчи в стартовом составе и со скамейки запасных, результативными действиями не отличившись. В следующем сезоне футболист продолжал выступать за клуб в роли игрока замены, также отличившись дебютным забитым голом в матче 13 июля 2021 года против клуба «Ноа Юрмала».

#### Сезон 2022
Новый сезон за клуб футболист начал с матча 13 марта 2022 года против клуба «Ауда», выйдя на поле в стартовом составе. Первым голом в сезоне футболист отличился 2 апреля 2022 года в матче против клуба РФС. В матче 21 июня 2022 года против юрмальского «Спартака» футболист отличился забитым дублем. В матче Кубка Латвии против клуба «Саласпилс» футболист оформил покер и также отдал голевую передачу. По итогу сезона футболист вместе с клубом завершили сезон на итоговом предпоследнем месте, отправившись в стыковые матчи за сохранение прописки в сильнейшем дивизионе. По итогу стыковых матчей футболист вместе с клубом смогли сохранить прописку, по сумме матчей победив клуб «Гробиня», а сам футболист в ответной встрече отличился забитым дублем. Всего же за сезон футболист успел отличиться 14 забитыми голами и 3 результативными передачами во всех турнирах.

#### Сезон 2023
Первый матч в новом сезоне футболист сыграл 18 марта 2023 года против клуба «Ауда», выйдя на поле в стартовом составе. Первыми забитыми голами в сезоне футболист отличился 9 мая 2023 года в матче против клуба «Елгава», оформив дубль. В матче 23 мая 2023 года против клуба «Супер Нова» футболист отличился своим очередным забитым дублем, также отдав результативную передачу. Очередным дублем за клуб футболист отличился 29 октября 2023 года в матче против «Валмиеры». По итогу сезона закончил чемпионат на предпоследнем итоговом месте в зоне стыковых матчей. По итогу стыковых матчей футболист вместе с клубом по сумме встреч оказались сильнее клуба «Скансте» и сохранили прописку в высшем дивизионе, а сам футболист отличился 3 забитыми голами. Всего за сезон футболист отличился за клуб 13 забитыми голами и 3 результативными передачами.

#### Аренда в «Тиквеш»
В январе 2024 года футболист на правах арендного соглашения перешёл в северомакедонский клуб «Тиквеш» до конца сезона. Дебютировал за клуб футболист 25 февраля 2024 года в матче против клуба «Работнички», выйдя на замену на 83 минуте.

## Международная карьера
В апреле 2019 года дебютировал за юношескую сборную Латвии до 17 лет. В октябре 2019 года отправился вместе со сборной на квалификационные матчи юношеского чемпионата Европы до 17 лет, однако сыграл только против сверстников из Беларуси, выйдя на замену в концовке матча.
В ноябре 2021 года дебютировал за юношескую сборную Латвии до 19 лет, отправившись с ней на квалификационные матчи юношеского чемпионата Европы до 19 лет.
В июне 2022 года дебютировал за молодёжную сборную Латвии на квалификационном матче молодёжного чемпионата Европы против сборной Израиля, выйдя на замену во втором тайме.